# Krasnodęby-Sypytki
Krasnodęby-Sypytki – wieś w Polsce położona w województwie mazowieckim, w powiecie sokołowskim, w gminie Sokołów Podlaski. Ma status sołectwa.
Zaścianek szlachecki Sypytki należący do okolicy zaściankowej Krasnodęby położony był w drugiej połowie XVII wieku w ziemi drohickiej województwa podlaskiego. W latach 1975–1998 miejscowość administracyjnie należała do województwa siedleckiego.
Jedna z trzech, obok Krasnodębów Kasm i Krasnodębów Rafałów, gniazdowych wsi szlacheckich, założona pod koniec XV wieku, przez ród Krasnodębskich. Według rodowej legendy jej założycielem był Spytko, jeden z trzech braci, dziedziców na Krasnodębach, któremu wieś zawdzięcza nazwę.
W przededniu Unii Polsko Litewskiej w Lublinie, 14 maja 1569 roku, dziedzicowie z Krasnodąb Sipitkow: szlachetny Jan Krasnodębski syn Wojciechow, szl. Sebastjan s. Maciejow, szl. Walenty s. Maciejow, szl. Kasper s. Maciejow, szl. Serafin s. Maciejow, szl. Mikołaj s. Maciejow, złożyli przysięgę na wierność Koronie Polskiej.
Słownik Geograficzny Królestwa Polskiego i Innych Krajów Słowiańskich podaje że w roku 1827 Krasnodęby Sypytki liczyły 14 domostw z 84 mieszkańcami natomiast w roku 1883 8 domostw z 65 mieszkańcami. Tereny uprawne wsi liczono wówczas na 310 mórg.

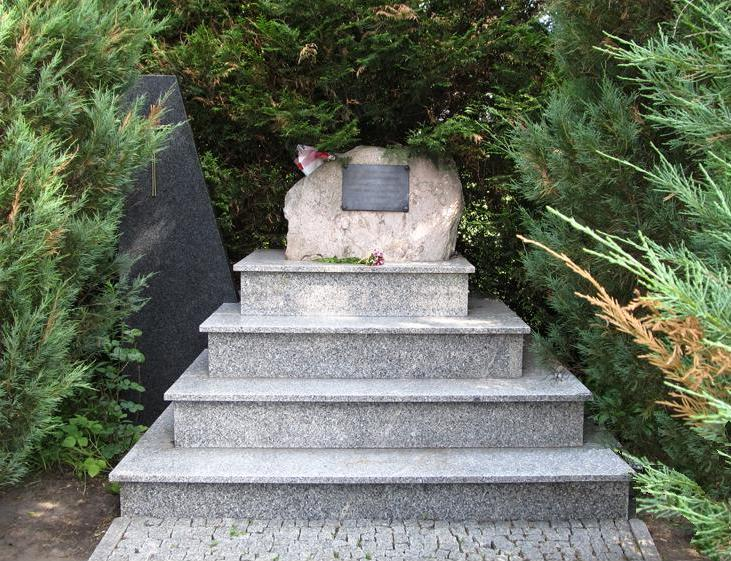
Tablica pamiątkowa poświęcona księdzu Stanisławowi Brzósce i Franciszkowi Wilczyńskiemu w Krasnodębach Sypytkach

28 kwietnia 1865 w Krasnodębach Sypytkach został schwytany dowódca ostatniego oddziału walczącego z Rosjanami po upadku powstania styczniowego - ksiądz Stanisław Brzóska oraz jego wierny adiutant Franciszek Wilczyński.. W roku 1986, staraniem mieszkańców wsi, w miejscu w którym stał dom sołtysa Ksawerego Bielińskiego w którym ukrywał się powstańczy przywódca, ustawiono kamienny pomnik z tablicą pamiątkową.
W roku 1999, wieś Krasnodęby Sypytki wraz z Krasnodębami Kasmami oraz Krasnodębami Rafałami, została włączona do gminnego systemu wodociągowego. We wszystkich trzech wsiach dostępne są też kablowe media telewizyjne i telefoniczne..
Liczba ludności: 36 osób. Całkowita powierzchnia gruntów - 230,31 ha w tym; grunty rolne - 139,35 ha; łąki i pastwiska - 20,19 ha; lasy - 59,03 ha; nieużytki - 1,49 ha.
Wierni kościoła rzymskokatolickiego należą do parafii Niepokalanego Serca Najświętszej Maryi Panny w Sokołowie Podlaskim